# Ángel Pedro Medina
Ángel Pedro Medina Ruiz (Madrid, España, 6 de abril de 1967) es un exfutbolista español que se desempeñaba como centrocampista.

## Clubes
| Club                       | País   | Año       |
| -------------------------- | ------ | --------- |
| Real Madrid Castilla C. F. | España | 1989-1990 |
| U. D. Salamanca            | España | 1994-1999 |